# Copa del Emperador 2006
La 86.ª Copa del Emperador (第86回天皇杯全日本サッカー選手権大会 Dai 86-kai Tennōhai Zennihon Sakkā Senshuken Taikai?) fue la edición 2006 de dicha competición de fútbol, la más antigua de Japón. El torneo comenzó el 17 de septiembre de 2006 y terminó el 1 de enero de 2007.
El campeón fue Urawa Red Diamonds, tras vencer en la final a Gamba Osaka. De esta manera, el conjunto de la capital de la prefectura de Saitama revalidó el título obtenido el año anterior, al mismo tiempo que obtenía el doblete. Por ello, disputó la Supercopa de Japón 2007 ante Gamba Osaka, finalista de esta edición de la Copa del Emperador, mientras que ambos clasificaron a la Liga de Campeones de la AFC 2008.

## Calendario
| Etapa            | Fechas                         | Número de equipos participantes | Observaciones                                                                                                   |
| ---------------- | ------------------------------ | ------------------------------- | --- |
| Primera ronda    | 17 de septiembre de 2006       | 40 (1+39) → 20                  | - 1: universidad - 39: ganadores de copas prefecturales                                                         |
| Segunda ronda    | 23 (24) de septiembre de 2006  | 28 (8+20) → 14                  | - 8: ganadores de copas prefecturales no participantes en la fase anterior - 20: vencedores de la Primera ronda |
| Tercera ronda    | 8 de octubre de 2006           | 28 (13+1+14) → 14               | - 13: clubes de la J2 - 1: club cabeza de serie de la JFL - 14: ganadores de la Segunda ronda                   |
| Cuarta ronda     | 4 y 5 (8) de noviembre de 2006 | 32 (18+14) → 16                 | - 18: clubes de la J1 - 14: ganadores de la Tercera ronda                                                       |
| Quinta ronda     | 9 (16) de diciembre de 2006    | 16 → 8                          | - Participación de los ganadores de la Cuarta ronda                                                             |
| Cuartos de final | 23 de diciembre de 2006        | 8 → 4                           | - Participación de los ganadores de la quinta ronda                                                             |
| Semifinales      | 29 de diciembre de 2006        | 4 → 2                           | - Participación de los ganadores de los cuartos de final                                                        |
| Final            | 1 de enero de 2007             | 2 → 1                           | - Participación de los ganadores de las semifinales                                                             |

1. ↑  Sólo para el partido número 28.
2. ↑  Sólo para los partidos de los equipos finalistas de la Copa J. League 2006 (JEF United Chiba y Kashima Antlers).
3. ↑  Sólo para el partido número 65, debido a que uno de los equipos implicados disputó la promoción J1/J2 (Avispa Fukuoka).

## Equipos participantes

### J. League Division 1
- Kashima Antlers
- Urawa Red Diamonds
- Omiya Ardija
- JEF United Chiba
- F.C. Tokyo
- Kawasaki Frontale
- Yokohama F. Marinos
- Ventforet Kofu
- Albirex Niigata
- Shimizu S-Pulse
- Júbilo Iwata
- Nagoya Grampus Eight
- Kyoto Purple Sanga
- Gamba Osaka
- Cerezo Osaka
- Sanfrecce Hiroshima
- Avispa Fukuoka
- Oita Trinita

### J. League Division 2
- Consadole Sapporo
- Vegalta Sendai
- Montedio Yamagata
- Mito HollyHock
- Thespa Kusatsu
- Kashiwa Reysol
- Tokyo Verdy 1969
- Yokohama F.C.
- Shonan Bellmare
- Vissel Kobe
- Tokushima Vortis
- Ehime F.C.
- Sagan Tosu

### Japan Football League
- Honda F.C.

### Universidades
- Universidad de Ritsumeikan

### Representantes de las prefecturas
- Universidad Aichi Gakuin
- TDK
- Universidad de Hachinohe
- JEF Club
- Ehime F.C. Youth
- Universidad de Tecnología de Fukui
- Universidad de Fukuoka
- F.C. Primeiro
- F.C. Gifu
- Arte Takasaki
- Universidad de Economía de Hiroshima
- Norbritz Hokkaido
- Banditonce Kobe
- Universidad Ryūtsū Keizai
- Teihens F.C.
- Universidad de Iwate
- Kamatamare Sanuki
- Instituto Nacional de Fitness y Deportes en Kanoya
- Universidad de Kanagawa
- Universidad de Doshisha
- Universidad de Kōchi
- Rosso Kumamoto
- Universidad Mie Chūkyō
- Sony Sendai
- Universidad Miyazaki Sangyō-keiei
- Matsumoto Yamaga
- V-Varen Nagasaki
- Takada F.C.
- JAPAN Soccer College
- Nippon Steel Oita
- Mitsubishi Motors Mizushima
- F.C. Ryukyu
- Universidad de Kansai
- Universidad de Saga
- Universidad Shōbi Gakuen
- Biwako Seikei Sports College
- F.C. Central Chugoku
- Shizuoka F.C.
- Tochigi S.C.
- Universidad Hosei
- Tokushima Vortis Amateur
- S.C. Tottori
- YKK
- Escuela Secundaria Hatsushiba Hashimoto
- Universidad de Yamagata
- Universidad de Tokuyama
- Nirasaki Astros

## Resultados

### Primera ronda
| Núm. de partido                            | Equipo de casa                       | Puntuación    | Fuera Equipo                                            | Attendance |
| ------------------------------------------ | ------------------------------------ | ------------- | ------------------------------------------------------- | ---------- |
| 1                                          | Norbritz Hokkaido                    | 1-2           | Nippon Acero Oita F.C.                                  | 641        |
| 2                                          | Matsumoto Yamaga F.C.                | 2-2(un.e.t. ) | Doshisha Universidad                                    | 1,662      |
| Matsumoto Yamaga F.C. Ganado 4-3 en penas. |                                      |               |                                                         |            |
| 3                                          | Iwate Universidad                    | 0-3           | Kochi Universidad                                       | 310        |
| 4                                          | S.C. Tottori                         | 2-1           | Sony Sendai F.C.                                        | 511        |
| 5                                          | Teihens F.C.                         | 0-5           | Instituto nacional de Forma física y Deportes en Kanoya | 471        |
| 6                                          | Biwako Seikei Universidad de deporte | 4-1           | Fukui Universidad de Tecnología                         | 478        |
| 7                                          | Nirasaki Astros F.C.                 | 3-2           | Yamagata Universidad                                    | 236        |
| 8                                          | Tokuyama Universidad                 | 1-4           | Ritsumeikan Universidad                                 | 168        |
| 9                                          | F.C. Premeiro                        | 0-1           | Mitsubishi Motores Mizushima F.C.                       | 657        |
| 10                                         | F.C. Central Chugoku                 | 3-0           | Ehime F.C. Juventud                                     | 553        |
| 11                                         | Mie Chukyo Universidad               | 2-3           | Kansai Universidad                                      | 753        |
| 12                                         | Tokushima Vortis B                   | 0-2           | F.C. Ryūkyū                                             | 235        |
| 13                                         | F.C. Gifu                            | 5-1           | Universidad de Hiroshima de Economía                    | 1,229      |
| 14                                         | Miyazaki Sangyo-keiei Universidad    | 3-2(un.e.t. ) | JEF Unió Ichihara Chiba B                               | 488        |
| 15                                         | V-Varen Nagasaki                     | 1-2           | Banditonce Kobe                                         | 758        |
| 16                                         | Tochigi S.C.                         | 3-0           | Universidad de saga                                     | 866        |
| 17                                         | Kamatamare Sanuki                    | 0-5           | Rosso Kumamoto                                          | 519        |
| 18                                         | Takada F.C.                          | 0-2           | Arte Takasaki                                           | 740        |
| 19                                         | Hatsushiba Hashimoto Instituto       | 0-5           | Hachinohe Universidad                                   | 287        |
| 20                                         | TDK S.C.                             | 2-0           | Universidad de Fútbol del JAPÓN                         | 1214       |

### Segunda ronda
| Fecha            | Ciudad      | Local                                              | Resultado   | Visitante                         |
| ---------------- | ----------- | -------------------------------------------------- | ----------- | --------------------------------- |
| 24 de septiembre | Sapporo     | Nippon Steel Oita                                  | 3:1         | Matsumoto Yamaga                  |
| 23 de septiembre | Morioka     | Universidad de Kōchi                               | 4:0         | S.C. Tottori                      |
| 23 de septiembre | Kanazawa    | Instituto Nacional de Fitness y Deportes en Kanoya | 0:3         | Biwako Seikei Sports College      |
| 23 de septiembre | Ōita        | Nirasaki Astros                                    | 1:3 (t.s.)  | Universidad de Ritsumeikan        |
| 23 de septiembre | Fukuyama    | Mitsubishi Motors Mizushima                        | 2:0         | F.C. Central Chugoku              |
| 23 de septiembre | Uji         | Universidad de Kansai                              | (6) 0:0 (5) | F.C. Ryukyu                       |
| 23 de septiembre | Yamato      | Universidad de Kanagawa                            | 0:1         | F.C. Gifu                         |
| 23 de septiembre | Fukuoka     | Universidad de Fukuoka                             | 0:2         | Universidad Miyazaki Sangyō-keiei |
| 23 de septiembre | Toyota      | Universidad Aichi Gakuin                           | 1:8         | Banditonce Kobe                   |
| 23 de septiembre | Kawagoe     | Universidad Shōbi Gakuen                           | 0:2         | Tochigi S.C.                      |
| 23 de septiembre | Hitachinaka | Universidad Ryūtsū Keizai                          | 0:2         | Rosso Kumamoto                    |
| 23 de septiembre | Shizuoka    | Shizuoka F.C.                                      | 2:1         | Arte Takasaki                     |
| 23 de septiembre | Toyama      | YKK AP                                             | 1:0 (t.s.)  | Universidad de Hachinohe          |
| 23 de septiembre | Tokio       | Universidad Hosei                                  | 2:0         | TDK                               |

### Tercera ronda
| Fecha        | Ciudad      | Local             | Resultado  | Visitante                         |
| ------------ | ----------- | ----------------- | ---------- | --------------------------------- |
| 8 de octubre | Muroran     | Consadole Sapporo | 3:1 (t.s.) | Nippon Steel Oita                 |
| 8 de octubre | Hamamatsu   | Honda F.C.        | 1:0        | Universidad de Kōchi              |
| 8 de octubre | Matsuyama   | Ehime F.C.        | 2:0        | Biwako Seikei Sports College      |
| 8 de octubre | Saga        | Sagan Tosu        | 4:3        | Universidad de Ritsumeikan        |
| 8 de octubre | Tendō       | Montedio Yamagata | 6:2        | Mitsubishi Motors Mizushima       |
| 8 de octubre | Hiratsuka   | Shonan Bellmare   | 4:1        | Universidad de Kansai             |
| 8 de octubre | Maebashi    | Thespa Kusatsu    | 3:0        | F.C. Gifu                         |
| 8 de octubre | Tokushima   | Tokushima Vortis  | 4:1        | Universidad Miyazaki Sangyō-keiei |
| 8 de octubre | Yokohama    | Yokohama F.C.     | 0:1        | Banditonce Kobe                   |
| 8 de octubre | Chōfu       | Tokyo Verdy 1969  | 0:1        | Tochigi S.C.                      |
| 8 de octubre | Sendai      | Vegalta Sendai    | 1:0        | Rosso Kumamoto                    |
| 8 de octubre | Hitachinaka | Mito HollyHock    | 0:1        | Shizuoka F.C.                     |
| 8 de octubre | Toyama      | Vissel Kobe       | 2:4        | YKK AP                            |
| 8 de octubre | Kashiwa     | Kashiwa Reysol    | 3:0        | Universidad Hosei                 |

### Cuarta ronda
| Fecha          | Ciudad   | Local                | Resultado   | Visitante          |
| -------------- | -------- | -------------------- | ----------- | ------------------ |
| 4 de noviembre | Saitama  | Urawa Red Diamonds   | 5:0         | Shizuoka F.C.      |
| 4 de noviembre | Fukuoka  | Avispa Fukuoka       | (4) 1:1 (3) | Kyoto Purple Sanga |
| 5 de noviembre | Akita    | Omiya Ardija         | 2:1         | YKK AP             |
| 4 de noviembre | Iwata    | Júbilo Iwata         | (9) 1:1 (8) | Kashiwa Reysol     |
| 8 de noviembre | Kashima  | Kashima Antlers      | 4:0         | Honda F.C.         |
| 5 de noviembre | Nagoya   | Nagoya Grampus Eight | 1:0         | Vegalta Sendai     |
| 5 de noviembre | Shizuoka | Shimizu S-Pulse      | 6:4         | Tochigi S.C.       |
| 5 de noviembre | Chōfu    | F.C. Tokyo           | 7:0         | Banditonce Kobe    |
| 4 de noviembre | Suita    | Gamba Osaka          | 2:1         | Shonan Bellmare    |
| 4 de noviembre | Tottori  | Sanfrecce Hiroshima  | 3:0         | Cerezo Osaka       |
| 5 de noviembre | Ōita     | Oita Trinita         | 4:1         | Thespa Kusatsu     |
| 5 de noviembre | Yokohama | Yokohama F. Marinos  | 1:0 (t.s.)  | Ehime F.C.         |
| 4 de noviembre | Kawasaki | Kawasaki Frontale    | 3:0         | Sagan Tosu         |
| 5 de noviembre | Kōfu     | Ventforet Kofu       | 3:2         | Montedio Yamagata  |
| 8 de noviembre | Chiba    | JEF United Chiba     | 0:1         | Consadole Sapporo  |
| 4 de noviembre | Niigata  | Albirex Niigata      | 2:0         | Tokushima Vortis   |

### Quinta ronda
| Fecha           | Ciudad   | Local              | Resultado   | Visitante            |
| --------------- | -------- | ------------------ | ----------- | -------------------- |
| 16 de diciembre | Saitama  | Urawa Red Diamonds | 3:0 (t.s.)  | Avispa Fukuoka       |
| 9 de diciembre  | Iwata    | Omiya Ardija       | 0:1         | Júbilo Iwata         |
| 9 de diciembre  | Kashima  | Kashima Antlers    | 2:1         | Nagoya Grampus Eight |
| 9 de diciembre  | Okayama  | Shimizu S-Pulse    | 3:2 (t.s.)  | F.C. Tokyo           |
| 9 de diciembre  | Kōbe     | Gamba Osaka        | 4:2 (t.s.)  | Sanfrecce Hiroshima  |
| 9 de diciembre  | Isahaya  | Oita Trinita       | (2) 1:1 (4) | Yokohama F. Marinos  |
| 9 de diciembre  | Marugame | Kawasaki Frontale  | 2:5         | Ventforet Kofu       |
| 9 de diciembre  | Chiba    | Consadole Sapporo  | (8) 2:2 (7) | Albirex Niigata      |

### Cuartos de final
| Fecha           | Ciudad   | Estadio                                 | Local              | Resultado    | Visitante           |
| --------------- | -------- | --------------------------------------- | ------------------ | ------------ | ------------------- |
| 23 de diciembre | Saitama  | Estadio Saitama 2002                    | Urawa Red Diamonds | (10) 3:3 (9) | Júbilo Iwata        |
| 23 de diciembre | Kumamoto | Estadio KKWing                          | Kashima Antlers    | 3:2          | Shimizu S-Pulse     |
| 23 de diciembre | Kōbe     | Estadio Conmemorativo de la Universiada | Gamba Osaka        | 3:1          | Yokohama F. Marinos |
| 23 de diciembre | Sendai   | Estadio Yurtec                          | Ventforet Kofu     | 0:2          | Consadole Sapporo   |

| 23 de diciembre de 2006, 13:03 | Urawa Red Diamonds                                                                     | 3:3 (3:3, 0:1) (t. s.)(10:9 p.) | Júbilo Iwata                                                                          | Estadio Saitama 2002, Saitama                               |                                                             |
|                                | Nagai 54' · Ono 63', 80'                                                               | Reporte                         | Maeda 31' · Fukunishi 46' · Inuzuka 81'                                               | Asistencia: 27.242 espectadores Árbitro(s): Masayoshi Okada | Asistencia: 27.242 espectadores Árbitro(s): Masayoshi Okada |
|                                |                                                                                        | Tiros desde el punto penal      |                                                                                       |                                                             |                                                             |
|                                | Ono · Yamada · Ponte · Sakai · Hasebe · Tsuzuki · Uchidate · Suzuki · Tsuboi · Hosogai |                                 | Maeda · Ōta · J.K. Kim · Ueda · Fabrício · Funatani · Cullen · Kikuchi · Ōi · Inuzuka |                                                             |                                                             |

| 23 de diciembre de 2006, 15:02 | Kashima Antlers                             | 3:2 (0:1) | Shimizu S-Pulse | Estadio KKWing, Kumamoto                                  |                                                           |
|                                | Tashiro 54' · Motoyama 79' · Yanagisawa 88' | Reporte   | Yajima 10', 50' | Asistencia: 5.737 espectadores Árbitro(s): Jōji Kashihara | Asistencia: 5.737 espectadores Árbitro(s): Jōji Kashihara |

| 23 de diciembre de 2006, 15:04 | Gamba Osaka                             | 3:1 (1:1) | Yokohama F. Marinos | Estadio Conmemorativo de la Universiada, Kōbe                  |                                                                |
|                                | Bando 8' · Ienaga 69' · Magno Alves 76' | Reporte   | Sakata 2'           | Asistencia: 9.044 espectadores Árbitro(s): Yoshitsugu Katayama | Asistencia: 9.044 espectadores Árbitro(s): Yoshitsugu Katayama |

| 23 de diciembre de 2006, 13:02 | Ventforet Kofu | 0:2 (0:1) | Consadole Sapporo    | Estadio Yurtec, Sendai                                        |                                                               |
|                                |                | Reporte   | 0' (a.g.) · Kaga 73' | Asistencia: 5.537 espectadores Árbitro(s): Toshimitsu Yoshida | Asistencia: 5.537 espectadores Árbitro(s): Toshimitsu Yoshida |

### Semifinales
| Fecha           | Ciudad   | Estadio          | Local              | Resultado | Visitante         |
| --------------- | -------- | ---------------- | ------------------ | --------- | ----------------- |
| 29 de diciembre | Tokio    | Estadio Nacional | Urawa Red Diamonds | 2:1       | Kashima Antlers   |
| 29 de diciembre | Shizuoka | Estadio Ecopa    | Gamba Osaka        | 2:1       | Consadole Sapporo |

| 29 de diciembre de 2006, 15:04 | Urawa Red Diamonds  | 2:1 (1:0) | Kashima Antlers | Estadio Nacional, Tokio                                   |                                                           |
|                                | Ono 40' · Ponte 82' | Reporte   | Iwamasa 69'     | Asistencia: 35.782 espectadores Árbitro(s): Tōru Kamikawa | Asistencia: 35.782 espectadores Árbitro(s): Tōru Kamikawa |

| 29 de diciembre de 2006, 13:06 | Gamba Osaka          | 2:1 (1:0) | Consadole Sapporo | Estadio Ecopa, Shizuoka                                       |                                                               |
|                                | Kaji 18' · Maeda 52' | Reporte   | Aikawa 54'        | Asistencia: 7.038 espectadores Árbitro(s): Kazuhiko Matsumura | Asistencia: 7.038 espectadores Árbitro(s): Kazuhiko Matsumura |

### Final
| Fecha              | Ciudad | Estadio          | Local              | Resultado | Visitante   |
| ------------------ | ------ | ---------------- | ------------------ | --------- | ----------- |
| 1 de enero de 2007 | Tokio  | Estadio Nacional | Urawa Red Diamonds | 1:0       | Gamba Osaka |

| 1 de enero de 2007, 14:02 | Urawa Red Diamonds | 1:0 (0:0) | Gamba Osaka | Estadio Nacional, Tokio                                      |                                                              |
|                           | Nagai 87'          | Reporte   |             | Asistencia: 46.880 espectadores Árbitro(s): Yūichi Nishimura | Asistencia: 46.880 espectadores Árbitro(s): Yūichi Nishimura |

|                                       |
| Bandera de la Prefectura de Saitama   |
| Campeón Urawa Red Diamonds 6.º título |